# 錫爾群島

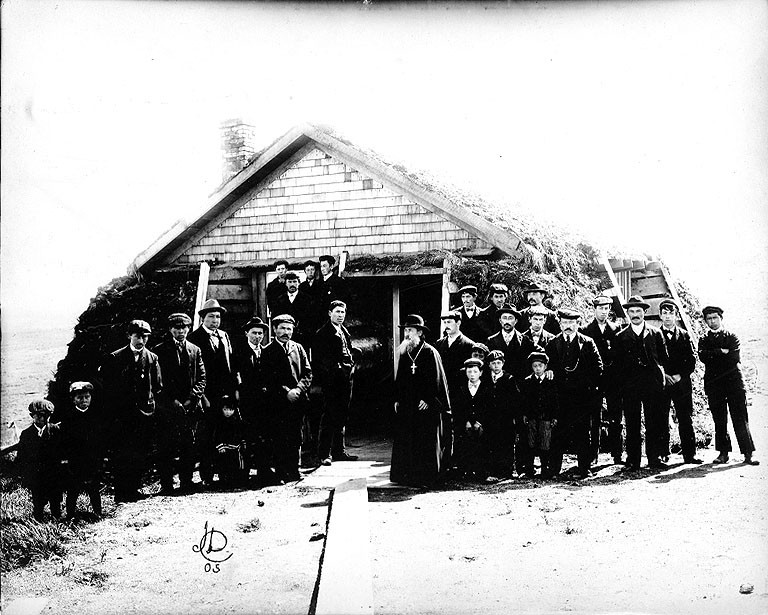
俄羅斯東正教牧師與當地會眾，阿拉斯加海豹群島，約 1905 年 (COBB 359)

錫爾群島是美國的群島，位於白令海，屬於阿留申群島的一部分，由約12座島嶼組成，行政方面由阿拉斯加州東阿留申自治市鎮負責管轄，最高點海拔高度3米。

## 外部連結
- Captain Mikhail Dmitrievich Tebenkov